# Porcellana sayana
Porcellana sayana is een tienpotigensoort uit de familie van de Porcellanidae. De wetenschappelijke naam van de soort is voor het eerst geldig gepubliceerd in 1820 door Leach.